# Casanovas Rückkehr
Casanovas Rückkehr (Original: Le Retour de Casanova) ist ein Filmdrama mit Alain Delon und Fabrice Luchini aus dem Jahr 1992.

## Handlung
Nach Jahren des Umherirrens nähert sich Giacomo Casanova seiner Heimatstadt Venedig, aus der er einst nach seiner legendären Flucht aus den Bleikammern verbannt worden war. Nun, im Herbst seines Lebens, verarmt und ohne Perspektive, beschließt er, sich in die Dienste seiner Vaterstadt zu stellen, um sich die Heimkehr zu ermöglichen.
Doch zuvor will er das Herz der Marcolina zu erobern, die sich ihm, je mehr er sie begehrt, umso mehr verweigert. Auf dem Gut Olivios, eines alten Bekannten, dem er einst finanziell aus der Klemme geholfen hatte – und dessen Frau er verführte hatte –, wirbt Casanova ein letztes Mal um eine Frau, der er hoffnungslos verfallen ist. Sie aber weist ihn ab.
Casanova wendet eine List an, um doch noch zu seinem Ziel zu kommen. Bei einem Pokerabend spielt sich Lorenzo, Marcolinas Liebhaber, um Kopf und Kragen. Er verschuldet sich beim Marquis de Cesi mit 2000 Lire – exakt jene Summe, die Casanova gerade gewonnen hat. Casanova schlägt dem Leutnant einen Pakt vor: Er begleicht dessen Schulden, dafür übernimmt er an seiner Stelle die Liebesnacht mit Marcolina. Der Leutnant willigt ein. Casanova eilt unverzüglich an Marcolinas Bett, die ihn in der Dunkelheit für Lorenzo hält. Erst am frühen Morgen merkt sie, mit wem sie diese heiße Liebesnacht verbracht hat. Beschämt verbirgt sie ihr Gesicht in den Händen. Lorenzo, von Eifersucht geplagt, erwartet Casanova im Hof und fordert ihn zum Duell. Casanova willigt ein.
In einem abgelegenen Olivenhain kommt es zum Kampf, und der aufgebrachte und wütende Lorenzo läuft dem heiteren und souveränen Casanova in die Klinge.
Für Casanova geht damit ein weiteres Kapitel in seinem Leben zu Ende. In der Schlussszene sieht man ihn zusammen mit seinem Diener Camille auf einer Gondel durch die Kanäle von Venedig fahren, seiner Bestimmung als Spitzel der Serenissima entgegensehend.

## Hintergrund

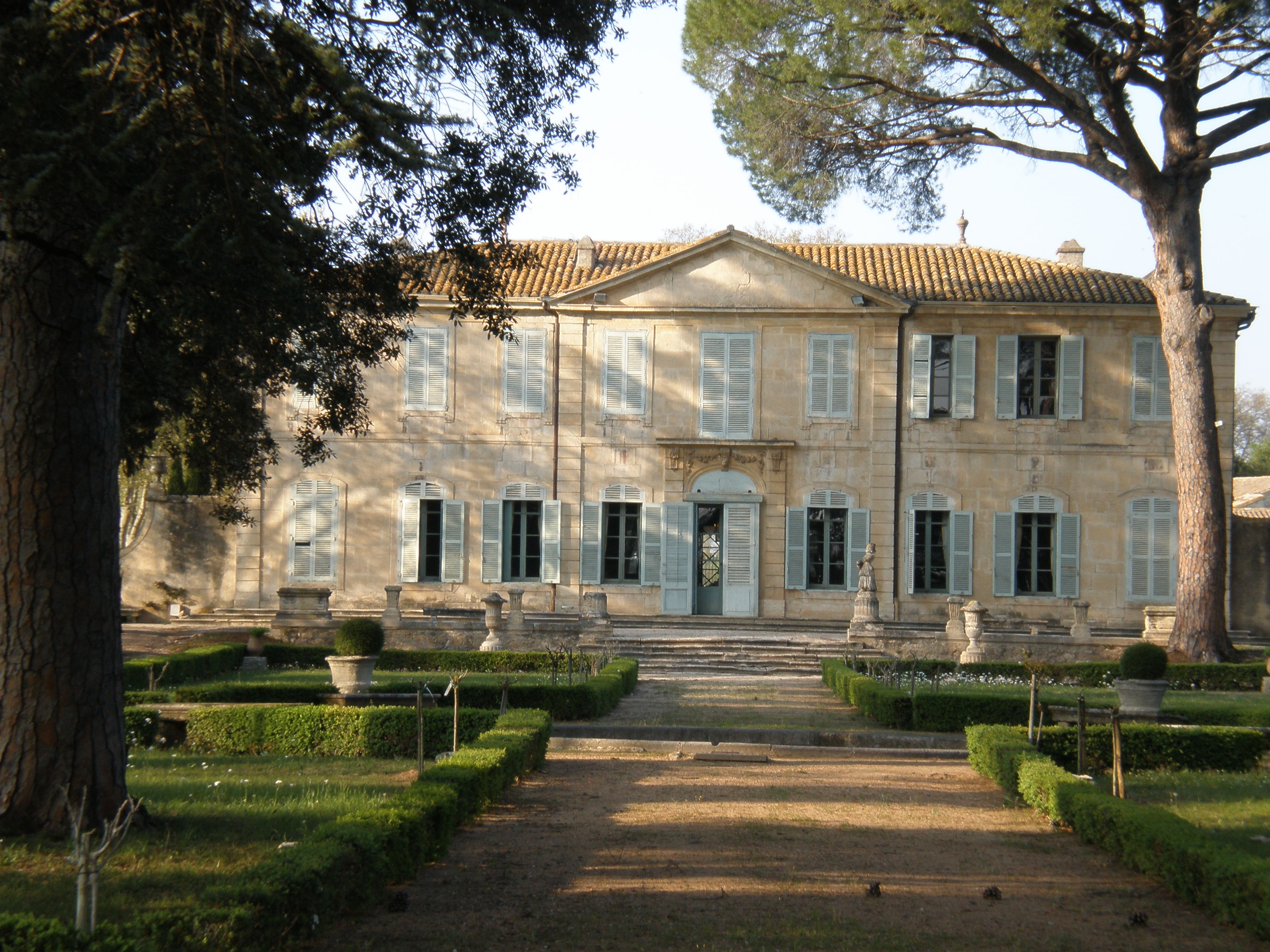
Château de la Mogère

Casanovas Rückkehr ist die filmische Umsetzung von Arthur Schnitzlers Roman Casanovas Heimfahrt.
Drehorte waren das Château de la Mogère in Montpellier und das Château d'Assas im Languedoc. Die Kostüme entwarf Yvonne Sassinot de Nesle.
Der Film wurde am 13. Mai 1992 in Frankreich uraufgeführt und ist seit dem 14. Februar 2005 als deutsche DVD erhältlich.

## Kritiken
„Teilweise brillante Komödie mit glänzend spielenden Hauptdarstellern, die bei aller Leichtigkeit ein stimmiges Bild der dekadenten Bourgeoisie am Ende des 18. Jahrhunderts zeichnet.“

„Ohne diesen Film wäre die Welt nicht ärmer, mit ihm ist sie ein wenig amüsanter.“